# Поммерби
Поммерби (нем. Pommerby) — община в Германии, в земле Шлезвиг-Гольштейн. 
Входит в состав района Шлезвиг-Фленсбург. Подчиняется управлению Гельтинг.  Население составляет 161 человек (на 31 декабря 2010 года). Занимает площадь 5,55 км².

## Известные уроженцы
- Асмуссен, Георг (1856—1933) — немецкий инженер, писатель и публицист

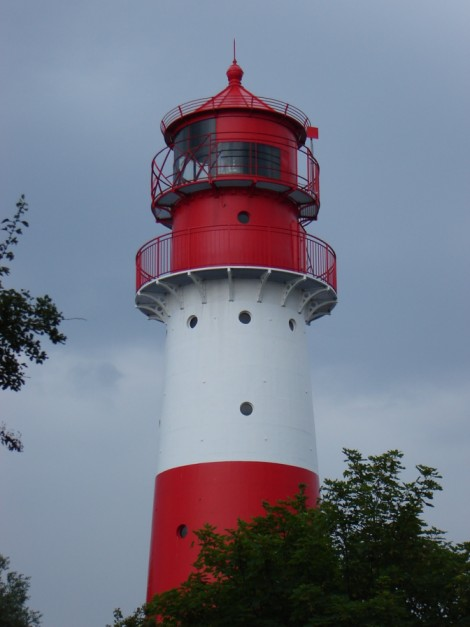
Поммерби